# クック島
クック島 とはサウスジョージア・サウスサンドウィッチ諸島の最南端に位置する南トゥーレの中央に位置する同諸島最大の島である。1775年、ジェームズ・クックにより発見された。島名はロシア帝国海軍の探検家、ファビアン・ゴットリープ・フォン・ベリングスハウゼンにより1819ー20年の南極地遠征の際にジェームズ・クックの名前から命名された。
島は南北に3 km、東西に6 km。島全体が氷河に覆われており、無人島である。最高点はハーマー山の1,115 m。ダグラス海峡を挟んで西側にテューレ島がある。